# الساندرو مارتینلی
الساندرو مارتینلی (انگلیسی: Alessandro Martinelli؛ زادهٔ ۳۰ مهٔ ۱۹۹۳) بازیکن فوتبال اهل سوئیس است که در حال حاضر به عنوان هافبک برای آاس کستلو در رده ششم سیستم لیگ فوتبال سوئیس بازی می‌کند.
مارتینلی در ماندریزیو، تیچینو، یک کانتون ایتالیایی زبان، سوئیس به دنیا آمد. وی برای شروع بازی حرفه‌ای خود به جنوب ایتالیا رفت.
وی در تیم ملی فوتبال زیر ۲۱ سال سوئیس بازی کرده‌است.